# 贵族 (古罗马)
贵族（拉丁語：Patricius）是指古罗马帝國享有一些特权的古罗马公民。他们属于特权阶级，地位高于平民，是古罗马社会中最富有的成员。在前400年前，他们曾垄断全部官职，并且免服兵役。經過了共和早中期的幾次平民抗爭事件後，貴族同平民階級達成妥協，平民能夠與貴族分享政治權力。帝國時期，罗马皇帝必须是贵族出身。在公元4世纪以后，贵族逐步演变为非世袭的荣誉头衔。
根據蒂托·李维的說法，前100名被羅穆盧斯任命為參議員的人被稱為“父親”（拉丁語patres），這些人的後代成為貴族階層。這種崇高的地位是貴族與平民的區別。一些記載詳述了這一百個人是因為他們的智慧而被選中的。羅穆盧斯和瑞摩斯為何選擇某些人參加這個階級的標準仍然受到學術界和歷史學家的質疑，但貴族/平民區別的重要性被所有人認為是古羅馬社會的重中之重。
貴族階級（貴族）和羅馬民眾（平民）之間的區別從古羅馬開始就存在。貴族在被任命為元老院時被賦予了崇高的地位，賦予他們比平民更廣泛的政治影響力，至少在共和國早期是這樣。[8]古羅馬的貴族與希臘社會的貴族地位相同。[9]貴族身份意味著貴族可以參與政府和政治，而平民則不能。這種特權在古羅馬歷史上很重要，最終導致了兩個階級之間的巨大分歧。
歷史上，貴族比平民擁有更多的特權和權利。這種地位差異在共和國初期就很明顯了：貴族在羅馬議會中的代表性更好，只有貴族才能擔任高級政治職務，如獨裁者、執政官和審查員，所有的神職人員（如pontifex maximus）都被禁止參加。

## 罗马共和国与帝国时期的主要贵族氏族
- Aebutia
- Aemilia
- Aquillia
- Aternia
- Atilia
- Claudia
- Cloelia
- Cornelia
- Curtia
- Fabia
- Foslia
- Furia
- Gegania
- Genucia
- Herminia
- Horatia
- 儒略氏族
- Lartia
- Lucretia
- Manlia
- Menenia
- Metilia
- Minucia
- Mucia
- Nautia
- Numicia
- Papiria
- Pinaria
- Pollia
- Postumia
- Potitia
- Quinctia
- Quinctilia
- Romilia
- Sempronia
- Sergia
- Servilia
- Sestia
- Siccia
- Sulpicia
- Tarpeia
- Tarquinia
- Tarquitia
- Tullia
- Valeria
- Verginia
- Veturia
- Vitellia
- Volumnia

許多其他氏族最初屬於貴族，但主要以他們的平民分支而聞名。
- 安东尼氏族
- Cassia
- Cominia
- Curiatia
- Hostilia
- Junia
- Marcia

Gentes maiores在貴族中，某些家族被稱為gentes maiores，即最偉大或也許是最高貴的家族。其他貴族家庭被稱為小氏族。這種區別是否具有任何法律意義尚不清楚，但有人建議，元老或參議院議長傳統上是從gentes maiores中選出的。
沒有發現氏族的名單，甚至他們的數量也是完全未知的。Aemilii、Claudii、Cornelii、Fabii、Manlii 和 Valerii 也在其中。希臘和羅馬傳記和神話詞典表明，氏族由在羅穆盧斯時代或至少在阿爾巴隆加毀滅之前定居在羅馬的家庭組成。Tullus Hostilius時期定居在羅馬的阿爾班貴族家庭形成了小氏族的核心。其中包括 Julii、Tulii、Servilii、Quinctii、Geganii、Curtii 和 Cloelii。

## 晚期帝国与拜占庭时代
至3世纪以后，传统的贵族氏族已基本失去意义，君士坦丁大帝将其作为一种荣誉头衔授予重臣，东、西罗马帝国都沿用了这种用法，尤其是在东罗马帝国（拜占庭帝国），“贵族（希腊语：πατρίκιος）”成为了一个授予高级官员的散官等级，一直用至科穆宁王朝时代。